# Калиева, Шолпан Сейдулаевна
Шолпан Сейдулаевна Калиева — мастер спорта Республики Казахстан международного класса (дзюдо), многократная чемпионка Республики Казахстан. Уроженка города Алматы. В 1998—2003 гг. — чемпион Казахстана. Бронзовый призёр Международных турниров (1998, Кыргызстан, Грузия). Бронзовый призёр Азиатских игр (2002, г. Пусан, Южная Корея). Участница Олимпийских игр в Афинах в 2004 году и в Пекине в 2008 году. Тренер — Абилхаир Байбосынов. Член национальной сборной Казахстана. Дата рождения — 5 июня 1980.